# Сибиряков, Лев Михайлович
Лев Миха́йлович Сибиряко́в (настоящее имя Лейб Моисеевич Спивак; 1869 или 1870, Полонное, Волынская губерния, Российская империя — 1938, Варшава, Польша) — артист оперы (бас), вокальный педагог.

## Биография
Уроженец еврейской семьи из местечка Полонного Волынской губернии (ныне город Хмельницкой области, Украина). В детские годы был певчим в хоре синагоги. Серьёзно заниматься пением начал в Одессе, где благодаря удачной женитьбе стал обеспеченным материально. Здесь и началась его сценическая карьера. В 1890-е годы учился и стажировался в Италии, выступал под именем Леопольдо Спиваккини в театрах «Сан-Карло» (Неаполь) и «Ла Скала». Итальянская вокальная школа определила его дальнейшую исполнительскую манеру.
С конца 1890-х годов был солистом различных оперных театров Российской империи, в том числе Киевской оперы, Большого театра, Бакинской, Тифлисской, Харьковской опер. Исключительной красоты голос завоевал певцу широкое признание. Его пригласили в Мариинский театр, где солист выступал в 1902—1904 и 1909—1921 годах; чтобы стать актёром императорской сцены, он должен был принять крещение и взял девичью фамилию жены — Сибиряков. Но певец не забывал о своём происхождении и в 1910 году выступил с концертом в родном местечке, где исполнял, наряду с оперными ариями, русские, украинские и еврейские песни.
Неоднократно выезжал на гастроли по Российской империи и за рубеж; пел в Бостоне, Лондоне, Берлине. Свыше 450 вокальных произведений в его исполнении были записаны на грампластинки.
В начале 1920-х годов Л. М. Сибиряков эмигрировал в Польшу. Там он продолжал гастрольную деятельность, выступал во многих городах Европы и Америки. В 1930-е годы — педагог, профессор Варшавской консерватории. По наиболее распространённой версии, скончался в Варшаве в 1938 году. Встречается[где?], впрочем, утверждение, что его жизненный путь оборвался в 1942-м в Антверпене.

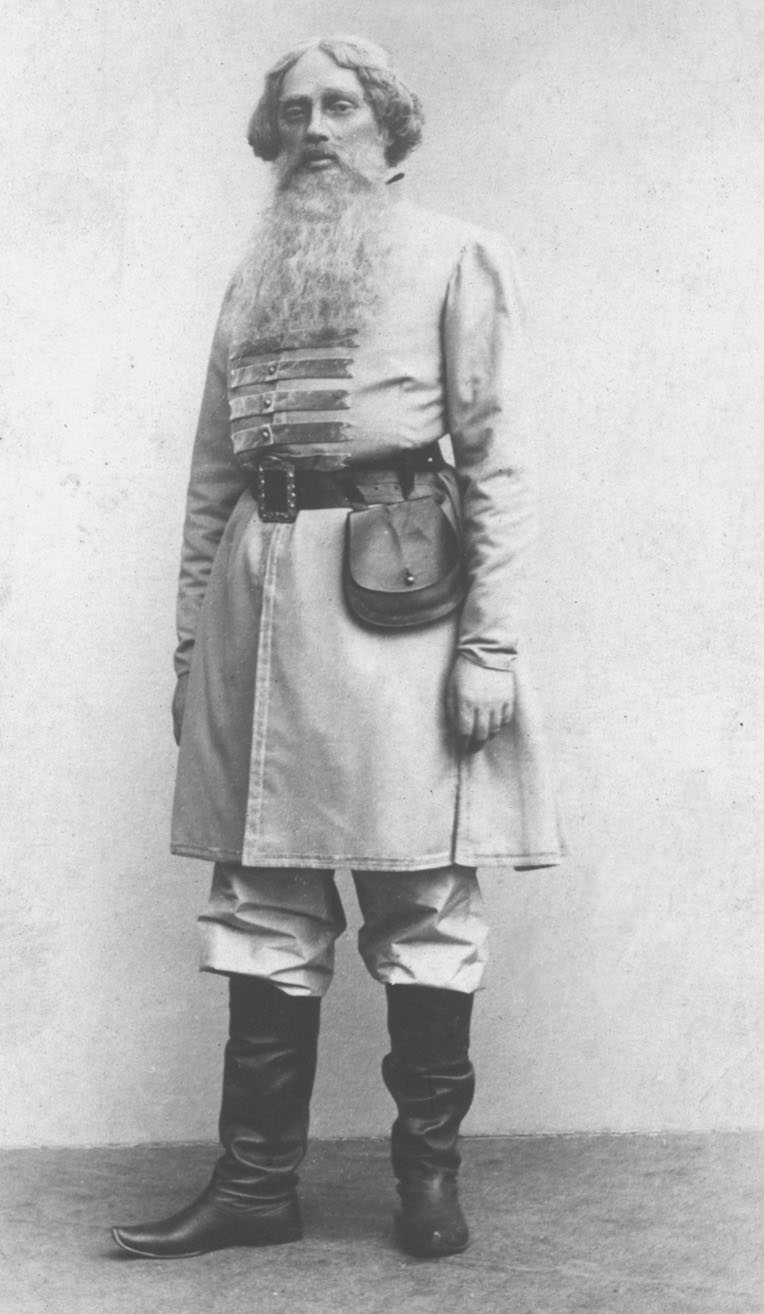
Л. М. Сибиряков — Василий Собакин в опере «Царская невеста».

## Творчество
Вокальные данные Льва Сибирякова были превосходны: его голос звучал с равной мощностью во всех регистрах, отличался приятным тембром и был хорошо обработан благодаря итальянской выучке — «мягкий, певучий, как струна первоклассной виолончели», хотя у певца с детства и до старости сохранялся южный акцент. В то же время исполнитель, как многие певцы итальянской школы, придавал второстепенное значение актёрской игре, жесту, мимике, не стремился к созданию полноценных драматических образов. Все это заменял ему собственно вокал. «Сама стихия прекрасно воспитанного, выхоленного, поразительно культивированного звука привносила в пение Сибирякова ту образность, а кое-где и поэтичность, которые порой убеждали слушателя не меньше, чем хорошо продуманное, отличное пение артиста с посредственным голосом».

### Избранные партии
- Иван Сусанин
- Гремин («Евгений Онегин» П. Чайковского)
- Владимир Галицкий («Князь Игорь» А. Бородина)
- Мельник («Русалка» А. Даргомыжского)
- Пимен («Борис Годунов» М. Мусоргского)
- Досифей («Хованщина» М. Мусоргского)
- Василий Собакин («Царская невеста» Н. Римского-Корсакова)
- Варяжский гость («Садко» Н. Римского-Корсакова)
- Дон Базилио («Севильский цирюльник» Дж. Россини)
- Мефистофель («Фауст» Ш. Гуно)
- Нилаканта («Лакме» Л. Делиба)
- Кардинал де Броньи («Жидовка» Ф. Галеви)
- Рамфис («Аида» Дж. Верди)
- Вотан («Золото Рейна» и «Валькирия» Р. Вагнера)
- Генрих Птицелов («Лоэнгрин» Р. Вагнера)
- Герман(«Тангейзер» Р. Вагнера)

## Оценки
Пением Сибирякова увлекался Михаил Булгаков, который в молодые годы сам мечтал об оперной карьере. Сестра писателя Надежда Булгакова-Земская рассказывала: «На столе у него, гимназиста, стояла фотографическая карточка артиста Киевской оперы Льва Сибирякова — с надписью, которую брат с гордостью дал мне прочесть: „Мечты иногда претворяются в действительность“».